# Groupe B du Championnat du monde masculin de handball 2009
Cet article détaille les matchs du Groupe B de la phase préliminaire du Championnat du monde 2009 de handball organisé au Croatie du 16 janvier au 1er février 2009.
La principale surprise de cette phase préliminaire s’est déroulée dans le groupe B avec l’élimination de l’Espagne par la Corée du Sud. Les médaillés de bronze des JO de Pekin se sont fait successivement battre par la Suède, la Croatie (de dix buts) et enfin par la Corée lors de la dernière journée et ne seront parvenus à ne battre que Cuba et le Koweit. Les sud-coréens, qui avaient failli créer la surprise lors du match d’ouverture face à l’hôte croate, chipent ainsi la troisième place qualificative derrière la Croatie, invaincu sur son sol, et la Suède qui a tenu son rang.

## Classement final
| \| \| Équipe \| Pts \| J \| G \| N \| P \| Bp \| Bc \| Diff \| \| - \| ------------ \| --- \| - \| - \| - \| - \| --- \| --- \| ---- \| \| 1 \| Croatie \| 10 \| 5 \| 5 \| 0 \| 0 \| 170 \| 115 \| 55 \| \| 2 \| Suède \| 8 \| 5 \| 4 \| 0 \| 1 \| 162 \| 118 \| 44 \| \| 3 \| Corée du Sud \| 6 \| 5 \| 3 \| 0 \| 2 \| 140 \| 126 \| 14 \| \| 4 \| Espagne \| 4 \| 5 \| 2 \| 0 \| 3 \| 167 \| 127 \| 40 \| \| 5 \| Cuba \| 2 \| 5 \| 1 \| 0 \| 4 \| 106 \| 181 \| -75 \| \| 6 \| Koweït \| 0 \| 5 \| 0 \| 0 \| 5 \| 99 \| 177 \| -78 \| | - Qualification pour le tour principal - Qualification pour la Coupe du Président |     |   |   |   |   |     |     |      |
| | Équipe                                                                            | Pts | J | G | N | P | Bp  | Bc  | Diff |
| 1 | Croatie                                                                           | 10  | 5 | 5 | 0 | 0 | 170 | 115 | 55   |
| 2 | Suède                                                                             | 8   | 5 | 4 | 0 | 1 | 162 | 118 | 44   |
| 3 | Corée du Sud                                                                      | 6   | 5 | 3 | 0 | 2 | 140 | 126 | 14   |
| 4 | Espagne                                                                           | 4   | 5 | 2 | 0 | 3 | 167 | 127 | 40   |
| 5 | Cuba                                                                              | 2   | 5 | 1 | 0 | 4 | 106 | 181 | -75  |
| 6 | Koweït                                                                            | 0   | 5 | 0 | 0 | 5 | 99  | 177 | -78  |

## Détail des matchs

### Journée 1
| 16 janvier 2009 20 h 30 CET | Croatie | 27 - 26   | Corée du Sud   | Spaladium Arena, Split Affluence : 12 000 Arbitrage : Lemme, Ullrich |
| 16 janvier 2009 20 h 30 CET | Čupić 8 | (14 - 13) | Sim, Park J. 5 | Spaladium Arena, Split Affluence : 12 000 Arbitrage : Lemme, Ullrich |
| 16 janvier 2009 20 h 30 CET | ×3 ×2   | Rapport   | ×3 ×4          | Spaladium Arena, Split Affluence : 12 000 Arbitrage : Lemme, Ullrich |

| 17 janvier 2009 16 h 30 CET | Espagne         | 47 - 17  | Koweït          | Spaladium Arena, Split Affluence : 8 000 Arbitrage : Nilson Aires, Aparecido |
| 17 janvier 2009 16 h 30 CET | Rocas, García 7 | (18 - 9) | H. Al-Shamari 5 | Spaladium Arena, Split Affluence : 8 000 Arbitrage : Nilson Aires, Aparecido |
| 17 janvier 2009 16 h 30 CET | ×3              | Rapport  | ×3 ×4           | Spaladium Arena, Split Affluence : 8 000 Arbitrage : Nilson Aires, Aparecido |

| 17 janvier 2009 18 h 30 CET | Suède                  | 41 - 14  | Cuba   | Spaladium Arena, Split Affluence : 3 500 Arbitrage : El-Moamli, Shaaban |
| 17 janvier 2009 18 h 30 CET | Källman, Lennartsson 6 | (19 - 7) | Diaz 5 | Spaladium Arena, Split Affluence : 3 500 Arbitrage : El-Moamli, Shaaban |
| 17 janvier 2009 18 h 30 CET | ×3 ×6                  | Rapport  | ×3 ×4  | Spaladium Arena, Split Affluence : 3 500 Arbitrage : El-Moamli, Shaaban |

### Journée 2
| 18 janvier 2009 16 h 30 CET | Cuba         | 20 - 45   | Espagne  | Spaladium Arena, Split Affluence : 1 000 Arbitrage : Nilson Aires, Aparecdio |
| 18 janvier 2009 16 h 30 CET | Echavarria 5 | (10 - 24) | García 9 | Spaladium Arena, Split Affluence : 1 000 Arbitrage : Nilson Aires, Aparecdio |
| 18 janvier 2009 16 h 30 CET | ×2 ×8 ×1     | Rapport   | ×3 ×4    | Spaladium Arena, Split Affluence : 1 000 Arbitrage : Nilson Aires, Aparecdio |

| 18 janvier 2009 18 h 30 CET | Corée du Sud      | 25 - 31   | Suède      | Spaladium Arena, Split Affluence : 3 000 Arbitrage : Din, Dinu |
| 18 janvier 2009 18 h 30 CET | Park J., Lee J. 6 | (12 - 16) | Källman 10 | Spaladium Arena, Split Affluence : 3 000 Arbitrage : Din, Dinu |
| 18 janvier 2009 18 h 30 CET | ×4                | Rapport   | ×4 ×10 ×1  | Spaladium Arena, Split Affluence : 3 000 Arbitrage : Din, Dinu |

| 18 janvier 2009 20 h 30 CET | Koweït                     | 21 - 40   | Croatie | Spaladium Arena, Split Affluence : 10 000 Arbitrage : El-Moamli, Shaaban |
| 18 janvier 2009 20 h 30 CET | Al-Qallaf, Al-Gharaballi 5 | (13 - 22) | Šprem 8 | Spaladium Arena, Split Affluence : 10 000 Arbitrage : El-Moamli, Shaaban |
| 18 janvier 2009 20 h 30 CET | ×2 ×9 ×1                   | Rapport   | ×2 ×5   | Spaladium Arena, Split Affluence : 10 000 Arbitrage : El-Moamli, Shaaban |

### Journée 3
| 19 janvier 2009 16 h 30 CET | Corée du Sud | 34 - 19  | Koweït         | Spaladium Arena, Split Affluence : 1 000 Arbitrage : Din, Dinu |
| 19 janvier 2009 16 h 30 CET | Yoon 7       | (15 - 9) | Cinq joueurs 3 | Spaladium Arena, Split Affluence : 1 000 Arbitrage : Din, Dinu |
| 19 janvier 2009 16 h 30 CET | ×3           | Rapport  | ×3 ×4          | Spaladium Arena, Split Affluence : 1 000 Arbitrage : Din, Dinu |

| 19 janvier 2009 18 h 30 CET | Suède    | 34 - 30   | Espagne   | Spaladium Arena, Split Affluence : 5 000 Arbitrage : Lemme, Ullrich |
| 19 janvier 2009 18 h 30 CET | Doder 11 | (19 - 13) | Romero 11 | Spaladium Arena, Split Affluence : 5 000 Arbitrage : Lemme, Ullrich |
| 19 janvier 2009 18 h 30 CET | ×4 ×7    | Rapport   | ×3        | Spaladium Arena, Split Affluence : 5 000 Arbitrage : Lemme, Ullrich |

| 19 janvier 2009 20 h 30 CET | Croatie  | 41 - 20  | Cuba                | Spaladium Arena, Split Affluence : 11 000 Arbitrage : Nilson Aires, Aparecdio |
| 19 janvier 2009 20 h 30 CET | Čupić 11 | (20 - 9) | Echavarria, Carol 5 | Spaladium Arena, Split Affluence : 11 000 Arbitrage : Nilson Aires, Aparecdio |
| 19 janvier 2009 20 h 30 CET | ×2       | Rapport  | ×2 ×7               | Spaladium Arena, Split Affluence : 11 000 Arbitrage : Nilson Aires, Aparecdio |

### Journée 4
| 21 janvier 2009 16 h 30 CET | Cuba           | 26 - 31   | Corée du Sud | Spaladium Arena, Split Affluence : 500 Arbitrage : Lemme, Ullrich |
| 21 janvier 2009 16 h 30 CET | Cinq joueurs 4 | (13 - 17) | Lee J. 10    | Spaladium Arena, Split Affluence : 500 Arbitrage : Lemme, Ullrich |
| 21 janvier 2009 16 h 30 CET | ×2 ×10         | Rapport   | ×3 ×4        | Spaladium Arena, Split Affluence : 500 Arbitrage : Lemme, Ullrich |

| 21 janvier 2009 18 h 30 CET | Suède     | 30 - 19  | Koweït      | Spaladium Arena, Split Affluence : 6 000 Arbitrage : El-Moamli, Shaaban |
| 21 janvier 2009 18 h 30 CET | Larholm 6 | (17 - 9) | Al-Hajeri 5 | Spaladium Arena, Split Affluence : 6 000 Arbitrage : El-Moamli, Shaaban |
| 21 janvier 2009 18 h 30 CET | ×3 ×4     | Rapport  | ×2          | Spaladium Arena, Split Affluence : 6 000 Arbitrage : El-Moamli, Shaaban |

| 21 janvier 2009 20 h 30 CET | Espagne  | 22 - 32   | Croatie   | Spaladium Arena, Split Affluence : 12 000 Arbitrage : Din, Dinu |
| 21 janvier 2009 20 h 30 CET | Romero 5 | (11 - 18) | Duvnjak 7 | Spaladium Arena, Split Affluence : 12 000 Arbitrage : Din, Dinu |
| 21 janvier 2009 20 h 30 CET | ×4 ×2    | Rapport   | ×4 ×8     | Spaladium Arena, Split Affluence : 12 000 Arbitrage : Din, Dinu |

### Journée 5
| 22 janvier 2009 16 h 30 CET | Koweït                         | 23 - 26  | Cuba    | Spaladium Arena, Split Affluence : 500 Arbitrage : Nilson Aires, Aparecdio |
| 22 janvier 2009 16 h 30 CET | H. Al-Shamari, F. Al-Shamari 5 | (9 - 12) | Carol 8 | Spaladium Arena, Split Affluence : 500 Arbitrage : Nilson Aires, Aparecdio |
| 22 janvier 2009 16 h 30 CET | ×4 ×5                          | Rapport  | ×3 ×6   | Spaladium Arena, Split Affluence : 500 Arbitrage : Nilson Aires, Aparecdio |

| 22 janvier 2009 18 h 30 CET | Espagne         | 23 - 24   | Corée du Sud | Spaladium Arena, Split Affluence : 8 000 Arbitrage : Din, Dinu |
| 22 janvier 2009 18 h 30 CET | Rocas, Romero 5 | (15 - 14) | Oh Y. 6      | Spaladium Arena, Split Affluence : 8 000 Arbitrage : Din, Dinu |
| 22 janvier 2009 18 h 30 CET | ×3 ×1           | Rapport   | ×4           | Spaladium Arena, Split Affluence : 8 000 Arbitrage : Din, Dinu |

| 22 janvier 2009 20 h 30 CET | Croatie | 30 - 26   | Suède            | Spaladium Arena, Split Affluence : 12 000 Arbitrage : Lemme, Ullrich |
| 22 janvier 2009 20 h 30 CET | Čupić 8 | (14 - 13) | Doder, Larholm 7 | Spaladium Arena, Split Affluence : 12 000 Arbitrage : Lemme, Ullrich |
| 22 janvier 2009 20 h 30 CET | ×4      | Rapport   | ×4 ×5            | Spaladium Arena, Split Affluence : 12 000 Arbitrage : Lemme, Ullrich |